# Åsted Kirke (Frederikshavn Kommune)
 For alternative betydninger, se Åsted Kirke. (Se også artikler, som begynder med Åsted Kirke)
Åsted kirke er beliggende i Åsted by, ca. 8 km vest for Frederikshavn.
Kirken er den største og mest imponerende af de gamle landsbykirker i Frederikshavn Kommune. Den er indviet til Sankt Nicolaus.
I kirken kan ses rester af kalkmalerier fra 1500-tallet samt en granitdøbefont som menes at stamme fra 1200-tallet.
Åsted Sogn adskiller sig fra de andre sogne i kommunen ved, at gårdene er placeret i landsbyer.

## Eksterne kilder og henvisninger
- Åsted Kirke hos KortTilKirken.dk